# Nuestra Señora de los Zacatecas
Nuestra Señora de los Zacatecas es una advocación de la Virgen María. Es la patrona principal de la ciudad de Zacatecas, capital del estado homónimo, México.  
Se venera en la Catedral Basílica de la Asunción de Zacatecas. Su festividad se celebra el 8 de septiembre, día de la Natividad de la Virgen y de la fundación de la Ciudad de Zacatecas.

## Historia
El 8 de septiembre de 1546, uno grupo de exploradores españoles descubrieron plata en el lugar donde se localiza la ciudad. En 1548 comenzó la explotación del Real de Minas, al que se le dio el nombre de Nuestra Señora de los Remedios de los Zacatecas.
Gracias a las riquezas obtenidas, el 18 de octubre de 1585 el rey de España, Felipe II, concedió a la población el título de ciudad, llamándose desde entonces "Ciudad de Nuestra Señora de los Zacatecas" y el 20 de julio de 1588 su escudo de armas con la imagen de la Virgen.  
La imagen. La escultura original de Nuestra Señora de los Zacatecas estuvo en la Parroquia Mayor de Zacatecas desde el siglo XVI, pero el 25 de abril de 1736 un incendio la devoró por completo junto con el Santo Cristo de la Parroquia. La imagen actual es de 1752, fue hecha en la Ciudad de México.   

### Leyendas
Existe una leyenda difundida en el siglo XVIII sobre las supuestas apariciones de la Virgen en la montaña principal, llamada cerro de La Bufa.
Otra leyenda en acerca de su creación, cuenta que el autor de dicha obra fue condenado a muerte, pero se le dio la oportunidad de esculpir una imagen de la virgen María, cuando lo hizo el rey quedó tan maravillado con la obra que lo dejó en libertad, el artista atribuyó esto a un milagro de la virgen.

## Descripción
Se trata de una imagen de vestir, tallada en madera, policromada. Lleva en la mano izquierda al Niño Jesús y en la derecha un bastón de mando, por ser Ella la dueña de la ciudad. La peana es de plata y tiene la forma del cerro de La Bufa, con la media luna encima y al frente un medallón con el monograma de Felipe II. En la cabeza porta una corona con imperiales y rodea todo el cuerpo una ráfaga o resplandor dorado.

## Festividad
Su festividad es el 8 de septiembre en el aniversario de la fundación de la ciudad, se le celebra con una magna romería cada año en su honor donde de participa toda la ciudad, en especial aquellos que participan en peregrinaciones a santuarios y basílicas nacionales. 
También se le dedica junto a la patrona especial Nuestra Señora del Patrocinio (Zacatecas) la máxima fiesta del estado, la feria nacional de Zacatecas (Conocida como FENAZA) 
- Datos: Q27961201